# Хитинген на Килу
Хитинген на Килу (њем. Hüttingen an der Kyll) општина је у њемачкој савезној држави Рајна-Палатинат. Једно је од 235 општинских средишта округа Ајфелкрајс Битбург-Прим. Према процјени из 2010. у општини је живјело 312 становника. Посједује регионалну шифру (AGS) 7232058.

## Географски и демографски подаци
Хитинген на Килу се налази у савезној држави Рајна-Палатинат у округу Ајфелкрајс Битбург-Прим. Општина се налази на надморској висини од 214 метара. Површина општине износи 2,9 km². У самом мјесту је, према процјени из 2010. године, живјело 312 становника. Просјечна густина становништва износи 106 становника/km².